# Синьково (Сафоновский район)
Синьково — деревня в Смоленской области России, в Сафоновском районе. Население – 2 жителя (2007 год) . Расположена в центральной части области в 37 км к северо-востоку от города Сафонова, в 11 км севернее автодороги М1 «Беларусь», на берегу реки Вязьма. В 15 км южнее от деревни железнодорожная станция Алфёрово на линии Москва — Минск. Входит в состав Старосельского сельского поселения.

## История
В годы Великой Отечественной войны деревня была оккупирована гитлеровскими войсками в сентябре 1941 года, освобождена в 1943 году.